# Joël Bats
Joël Bats (ur. 4 stycznia 1957 w Mont-de-Marsan), francuski piłkarz i trener piłkarski. Był pierwszym bramkarzem reprezentacji Francji na Euro 1984, gdzie drużyna zdobyła mistrzostwo Europy, oraz w czasie Mundialu 1986. Po zakończeniu piłkarskiej kariery pracował najczęściej jako asystent i szkoleniowec bramkarzy.

## Kariera piłkarska
Zaczynał karierę w prowincjonalnym klubie Mont-de-Marsan. Kiedy miał siedemnaście lat został dostrzeżony przez skautów FC Sochaux, gdzie występował przez kolejnych sześć lat. W 1980 roku przeszedł do AJ Auxerre. Pod trenerskim okiem Guya Roux jego talent dojrzał i już wkrótce, mimo nie najlepszych warunków fizycznych (1,80 m / 77 kg), Bats stał się jednym z najlepszych bramkarzy w lidze.
W 1983 roku zadebiutował w reprezentacji, w której Michel Hidalgo wyznaczył go na następcę Jeana-Luca Ettoriego. Rok później Bats triumfował z drużyną narodową w mistrzostwach Europy. W 1986 roku zdobył z nią brązowy medal na mistrzostwach świata. Jego gra wyróżniała się efektownością, pewnością i elegancją ruchów. Ostatni mecz w reprezentacji rozegrał w 1989 roku.
Od czterech lat był już zawodnikiem Paris Saint-Germain, z którym zdobył swoje pierwsze klubowe trofeum – mistrzostwo Francji w 1986 roku.
Karierę sportową zakończył w 1992 roku.

## Sukcesy piłkarskie
- mistrzostwo Francji 1986 oraz wicemistrzostwo Francji 1989 z PSG

W reprezentacji Francji od 1983 do 1989 rozegrał 50 meczów – mistrzostwo Europy 1984 oraz brązowy medal mistrzostw świata 1986.

## Kariera trenerska
Po zakończeniu piłkarskiej kariery pracował w Paris Saint-Germain jako asystent pierwszego trenera i szkoleniowiec bramkarzy. Pod jego okiem rozkwitł talent Bernarda Lamy.
Od lipca 1996 do maja 1998 wraz z Brazylijczykiem Ricardo Gomesem prowadził drużynę z Parku Książąt. W tym okresie duet szkoleniowców zdobył z nią Puchar Francji, Puchar Ligi Francuskiej, wicemistrzostwo kraju oraz doprowadził ją do finału Pucharu Zdobywców Pucharów, w którym przegrała 0:1 z Barceloną.
Od 2000 roku Bats jest odpowiedzialny za szkolenie bramkarzy w Olympique Lyon.

## Sukcesy szkoleniowe
- wicemistrzostwo Francji 1997, Puchar Francji 1997, Puchar Ligi Francuskiej 1997 oraz finał Pucharu Zdobywców Pucharów 1997 z PSG (wraz z Ricardo Gomesem).